# 山田村 (岡山県和気郡)
山田村（やまだそん）は、岡山県和気郡にあった村。
現在の和気郡和気町岩戸、田土、丸山、南山方、矢田に当たる。

## 沿革
- 1889年（明治22年）6月1日 - 町村制施行に伴い、和気郡岩戸村、田土村、丸山村、南山方村、矢田村が合併し、山田村となる。
- 1932年（昭和7年） - 庁舎が竣工。
- 1955年（昭和30年）3月31日 - 和気郡塩田村、赤磐郡佐伯村と合併して和気郡佐伯町となり消滅。

## 人口
| \| 1920年（大正9年） \| 2,006人 \| \| \| 1925年（大正14年） \| 2,006人 \| \| \| 1930年（昭和5年） \| 2,199人 \| \| \| 1935年（昭和10年） \| 1,817人 \| \| \| 1940年（昭和15年） \| 1,782人 \| \| \| 1947年（昭和22年） \| 2,287人 \| \| \| 1950年（昭和25年） \| 2,264人 \| \| |         |  |
| 総務省統計局 / 国勢調査（1950年） |         |  |
| 1920年（大正9年） | 2,006人 |  |
| 1925年（大正14年） | 2,006人 |  |
| 1930年（昭和5年） | 2,199人 |  |
| 1935年（昭和10年） | 1,817人 |  |
| 1940年（昭和15年） | 1,782人 |  |
| 1947年（昭和22年） | 2,287人 |  |
| 1950年（昭和25年） | 2,264人 |  |

## 現在の様子

### 教育
幼稚園
- 和気町立佐伯幼稚園

小学校
- 和気町立山田小学校

中学校
- 和気町立佐伯中学校

### 交通
鉄道
- 片上鉄道（廃線） : 天瀬駅 - 河本駅 - 備前矢田駅 - 井ノ口駅

高速道路
旧村内を走る高速道路なし
国道
- 国道374号

県道
旧村内を走る主要地方道、一般県道なし

### 河川・山岳
河川
- 吉井川

### 名所・旧跡・観光スポット・祭事・催事
旧跡
- 天神山城跡

### 寺院・神社
神社
- 天石門別神社
- 八幡宮